# Efua Baker
Efua Baker (/ˈɛfwə/ EF -wə; sinh c năm 1967 tại. Ghana)  là một chuyên gia thể dục và huấn luyện viên nổi tiếng người Anh người cũng đã có một sự nghiệp âm nhạc vào những năm 1990.

## Sự nghiệp
Năm 1993, Baker, lúc đó được biết đến với cái tên Efua, đã phát hành ba đĩa đơn: "Down Is the Drop", "Strawberry Boy" và "Somewhere". "Somewhere" là hit lớn nhất của cô, lọt vào top 50 ở Anh, và top 20 ở Úc. "Strawberry Boy" được xếp hạng trên bảng xếp hạng Billboard Bubling Under R & B / Hip-Hop Singles của Hoa Kỳ. Một album, Dream Juice, được phát hành vào tháng 6 năm 1993 tại Mỹ, và vào tháng 11 năm 1993 tại Úc.
Trước khi phát hành âm nhạc của riêng mình, Efua từng làm người mẫu và vũ công, và xuất hiện trong một số video âm nhạc cho các nghệ sĩ khác, bao gồm "The Way We Touch" của Clive Griffin và "Đừng làm tôi chờ đợi" "," I Called U "của Lil Louis," A Dreams a Dream " (sic) của Soul II, và một trong hai video được quay cho" Close to You "của Maxi Priest. Năm 1996, cô xuất hiện trong video âm nhạc của Yazz cho "Good Thing Go". Năm 2019, Baker xuất hiện trong video âm nhạc cho " Cellophane " của FKA Twigs.
Công việc nổi tiếng nhất của Baker với tư cách là một chuyên gia thể dục là trong chương trình Fat Nation của BBC One - Thử thách lớn vào cuối năm 2004.

## Cuộc sống cá nhân
Cô đã kết hôn với thủ lĩnh Soul II Soul Jazzie B.

## Danh sách đĩa hát

### Album
| Năm  | Album      | Vị trí biểu đồ đỉnh |
| Năm  | Album      | AUS                 |
| ---- | ---------- | ------------------- |
| 1993 | Nước ép mơ | 140                 |

### Đĩa đơn
| Năm                                                                                      | Đĩa đơn                                    | Vị trí biểu đồ đỉnh | Vị trí biểu đồ đỉnh | Album      |
| Năm                                                                                      | Đĩa đơn                                    | Anh                 | AUS                 | Album      |
| ---------------------------------------------------------------------------------------- | ------------------------------------------ | ------------------- | ------------------- | ---------- |
| 1993                                                                                     | "Down Is the Drop" (phát hành tại Châu Âu) | 87                  | -                   | Nước ép mơ |
| 1993                                                                                     | "Cậu bé dâu tây"                           | -                   | -                   | Nước ép mơ |
| 1993                                                                                     | "Một vài nơi"                              | 42                  | 16                  | Nước ép mơ |
| 1994                                                                                     | "Down Is the Drop" (phát hành tại Úc)      | -                   | 122                 | Nước ép mơ |
| "-" biểu thị các bản phát hành không có biểu đồ hoặc không được phát hành ở quốc gia đó. |                                            |                     |                     |            |